# 大竹昭子
大竹 昭子（おおたけ あきこ、1950年9月20日 - ）は、日本の作家。

## 来歴
東京都生まれ。上智大学文学部社会学科卒。ニューヨークに滞在中だった1979年より写真と執筆活動を開始。ノンフィクション、エッセイ、小説、写真評論など、ジャンルを横断した執筆活動を展開。須賀敦子を偲ぶ本も多い。2008年、短編小説「随時見学可」で第34回川端康成文学賞候補。2018年度 第28回 Bunkamuraドゥマゴ文学賞選考委員（任期 : 2017年7月1日〜2018年7月30日）。

## 作品

### 著書
- バリ島不思議の王国を行く 写真：内藤忠行 新潮文庫 1986.8
- アスファルトの犬―臭覚的都市探険 住まいの図書館出版局（住まい学大系） 1991.8
- 透きとおった魚―沖縄南帰行 文藝春秋 1992.7
- 眼の狩人―戦後写真家たちが描いた軌跡 新潮社（フォト・ミュゼ） 1994.10／ちくま文庫 2004.1
- 旅ではなぜかよく眠り 新潮社 1995.8
- カラオケ、海を渡る 筑摩書房 1997.3
- バリの魂、バリの夢 講談社文庫 1998.7
- 図鑑少年 小学館 1999.3／中公文庫 2010.10
- 東京山の手ハイカラ散歩 平凡社（コロナ・ブックス） 1999.9
- 須賀敦子のミラノ 河出書房新社 2001.4
- 須賀敦子のヴェネツィア 河出書房新社 2001.9
- 須賀敦子のローマ 河出書房新社 2002.2 
  - 須賀敦子の旅路　ミラノ・ヴェネツィア・ローマ、そして東京 文春文庫 2018.3 - 上記全3冊を改訂
- 個人美術館への旅 文春新書 2002.9
- きみのいる生活 文藝春秋 2006.6
- この写真がすごい2008 朝日出版社 2008.7
- 随時見学可 みすず書房 2009.4
- あの画家に会いたい個人美術館 新潮社（とんぼの本） 2009.5
- ソキョートーキョー［鼠京東京］ ポプラ社 2010.2
- 彼らが写真を手にした切実さを 平凡社 2011.6
- 読むとだれかに語りたくなる―わたしの乱読手帖 中央公論新社 2011.10
- ことばのポトラック 春風社 2012.4
- 日和下駄とスニーカー 東京今昔凸凹散歩 洋泉社 2012.7
  - 東京凸凹散歩―荷風にならって　亜紀書房 2019 - 新訂版
- ニューヨーク1980 赤々舎 2012.10
- 間取りと妄想 亜紀書房 2017.6
- いつもだれかが見ている 亜紀書房 2022.7
- 迷走写真館へようこそ　写真を見るとはどんなこと? 赤々舎 2023.10

### 共著
- 踊る島バリ―聞き書き・バリ島のガムラン奏者と踊り手たち

東海晴美、泊真二 共編／写真：内藤忠行、リオ・ヘルミ パルコ出版局 1990.1
- 沖縄いろいろ事典 新潮社（とんぼの本） 1992

### 翻訳
- 熱帯の旅人―バリ島音楽紀行 コリン・マクフィー 河出書房新社 1990.8